# 韦希特斯巴赫
韦希特斯巴赫（德語：Wächtersbach，發音：[ˈvɛçtɐsˌbax] ⓘ）是德国黑森州达姆施塔特行政区美因-金齐希县的城市，面积50.79平方千米，2023年12月31日人口为13,061人。

## 友好城市
- 法國 沙拉罗讷河畔沙蒂永（1962年）
- 法國 沃纳（1998年）
- 法國 巴南（1998年）
- 俄羅斯 特羅伊茨克（1985年；2022年因俄羅斯入侵烏克蘭而终止）
- 德国 罗斯莱本
- 義大利 博比奥佩利切（2005年）